# Психічні розлади та ЛГБТ
Люди, які належать до ЛГБТ+, значно частіше, ніж ті, хто себе так не ідентифікує, стикаються з депресією, посттравматичним стресовим розладом (ПТСР) і генералізованим тривожним розладом. 

## Фактори ризику та модель "стресу меншин"
Модель "стресу меншин" враховує специфічні стресові фактори, які безпосередньо впливають на психічне здоров’я людей, що ідентифікують себе як лесбійки, геї, бісексуали, трансгендери або мають іншу небінарну гендерну ідентичність.  До факторів ризику, що сприяють погіршенню психічного здоров’я, належать:
- гетеронормативність,
- дискримінація,
- переслідування,
- відторгнення (наприклад, сімейне неприйняття та соціальна ізоляція),
- стигматизація,
- упередження,
- порушення громадянських і людських прав,
- відсутність доступу до психологічної допомоги,
- відсутність доступу до гендерно-афірмативних просторів (наприклад, відповідних туалетних кімнат),[2]
- внутрішня гомофобія.[1][3]

Соціальні умови, в яких перебуває небінарна або небілетеросексуальна людина, значною мірою визначають потенційні ризики для її психічного здоров’я. Щоденне нашарування цих стресових чинників підвищує ризик розвитку психічних розладів серед представників ЛГБТ+ спільноти. Дослідження підтверджують пряму залежність між випадками дискримінації та розвитком важких психічних розладів у ЛГБТ+ людей. Крім того, нестача спеціалізованих психологічних послуг для ЛГБТ+ осіб і недостатня поінформованість про психічне здоров’я всередині спільноти можуть перешкоджати своєчасному зверненню за допомогою.

## Обмеженість досліджень
Досліджень, присвячених психічному здоров’ю ЛГБТ+ спільноти, все ще недостатньо. На це впливає низка факторів, зокрема:
- історія психіатрії, що тривалий час ототожнювала сексуальну орієнтацію та гендерну ідентичність із психічними розладами;
- тривала практика медичної спільноти розглядати такі гендерні ідентичності, як гомосексуальність, як хворобу (нині цей діагноз виключений із DSM);
- наявність діагнозу «гендерна дисфорія» у DSM-V;
- упереджене ставлення та відторгнення з боку лікарів і медичних працівників;
- недостатнє представництво ЛГБТ+ людей у дослідницьких вибірках;
- небажання лікарів запитувати пацієнтів про їхню гендерну ідентичність;
- чинне анти-ЛГБТ законодавство в багатьох країнах.[5][6]

Загальні закономірності, такі як поширеність стресу меншин, були досліджені ширше.
Водночас існує значний дефіцит емпіричних досліджень, присвячених расовим та етнічним відмінностям у психічному здоров’ї представників ЛГБТ+ спільноти, а також перетину кількох маргіналізованих ідентичностей.

## Стигматизація ЛГБТ+ людей із психічними розладами
ЛГБТ+ люди з тяжчими психічними розладами зазнають значно вищого рівня стигматизації. Це особливо помітно у випадках шизофренії серед небілетеросексуальних і гендерно неконформних осіб. Така стигматизація суттєво ускладнює доступ до лікування та психологічної допомоги.

## Розлади

### Тривожні розлади
ЛГБТ+ особи майже втричі частіше страждають на тривожні розлади, ніж гетеросексуальні люди. Гомосексуальні та бісексуальні чоловіки частіше за гетеросексуальних чоловіків мають діагноз генералізованого тривожного розладу (GAD).

### Депресія
Люди, які ідентифікують себе як небілетеросексуальні або гендерно неконформні, частіше за гетеросексуальних осіб переживають депресивні епізоди та здійснюють спроби самогубства. ЛГБТ+ спільнота стикається зі стигматизацією, суспільними упередженнями та відторгненням, що значно підвищує ризик розвитку депресії. Гомосексуальні та бісексуальні чоловіки мають вищий ризик розвитку великого депресивного розладу та біполярного розладу порівняно з гетеросексуальними чоловіками.
Трансгендерна молодь майже вчетверо частіше страждає на депресію, ніж їхні цисгендерні однолітки. ЛГБТ+ підлітки з менш прийнятними сім'ями більше ніж утричі частіше замислюються про самогубство та здійснюють спроби самогубства порівняно з тими, чиї сім'ї висловлюють високий рівень прийняття. Підлітки, які сумніваються у своїй гендерній ідентичності та сексуальній орієнтації, частіше повідомляють про депресію та сильніше страждають від булінгу та стигматизації, ніж ті, хто визначився зі своєю ідентичністю (наприклад, ЛГБ-ідентифіковані та гетеросексуальні підлітки). Вища внутрішня трансфобія у трансгендерної молоді пов’язана з підвищеним ризиком розвитку депресії. Водночас ті, чий зовнішній вигляд відповідає їхній внутрішній гендерній ідентичності, рідше мають депресивні розлади.
Симптоми депресії спостерігаються у 31% літніх ЛГБТ+ людей. Вони одночасно стикаються з двома формами дискримінації — за сексуальною орієнтацією та віком, що підвищує ймовірність депресії.

### Посттравматичний стресовий розлад (ПТСР)
ЛГБТ+ особи переживають травматичні події частіше, ніж загальна популяція. Найпоширенішими видами травм є насильство з боку інтимного партнера, сексуальне насильство та злочини на ґрунті ненависті. У порівнянні з гетеросексуальним населенням, ризик розвитку ймовірного ПТСР у ЛГБТ+ осіб у 1,6–3,9 раза вищий. Близько третини випадків ПТСР серед ЛГБТ+ пояснюється насильством, пережитим у дитинстві.

### Самогубства
Гомосексуальні та бісексуальні чоловіки мають підвищений ризик самогубства, зокрема його спроб та летальних випадків, порівняно з гетеросексуальними чоловіками. У США майже третина (29%) ЛГБТ+ молоді хоча б раз у житті намагалася накласти на себе руки. У порівнянні з гетеросексуальними підлітками, ЛГБТ+ підлітки у два рази частіше мають суїцидальні думки та більш ніж у чотири рази частіше вчиняють спроби самогубства. Трансгендерні особи мають найвищий ризик спроб суїциду. Третина трансгендерних людей, незалежно від віку, серйозно замислювалася про самогубство, а кожен п’ятий трансгендерний підліток здійснював спробу самогубства.
Підлітки, які сумніваються у своїй гендерній ідентичності або сексуальній орієнтації, вдвічі частіше здійснюють спроби суїциду, ніж гетеросексуальні підлітки. Бісексуальні підлітки демонструють вищі показники суїцидальності порівняно з гомосексуальними. Трансгендерні особи, які належать до расових та етнічних меншин (афроамериканці/темношкірі, латиноамериканці, корінні американці, алеути, корінні народи Аляски або представники змішаних рас), мають вищий ризик спроб самогубства, ніж білі трансгендерні особи. Серед літніх ЛГБТ+ осіб 39% хоча б раз замислювалися про самогубство.

### Зловживання психоактивними речовинами
У США приблизно 20–30% ЛГБТ+ осіб зловживають психоактивними речовинами, що значно перевищує показник серед загального населення (9%). Крім того, 25% ЛГБТ+ осіб зловживають алкоголем порівняно з 5–10% серед загальної популяції. Лесбійки та бісексуальні дівчата частіше мають проблеми зі зловживанням психоактивними речовинами, ніж чоловіки з сексуальних меншин та гетеросексуальні жінки. Проте, у молодих чоловіків із сексуальних меншин рівень вживання речовин зростає у період дорослішання. Лесбійки та бісексуальні жінки у два рази частіше вживають алкоголь у великих кількостях, ніж гетеросексуальні жінки. Водночас гомосексуальні та бісексуальні чоловіки менш схильні до надмірного вживання алкоголю порівняно з гетеросексуальними чоловіками.
Вживання алкоголю та наркотиків серед ЛГБТ+ осіб часто є механізмом подолання щоденних стресових факторів, таких як насильство, дискримінація та гомофобія. Водночас зловживання психоактивними речовинами може загрожувати фінансовій стабільності, зайнятості та особистим відносинам ЛГБТ+ людей.

### Розлади харчової поведінки
Середній вік розвитку розладів харчової поведінки серед ЛГБТ+ осіб становить 19 років, тоді як серед загального населення це 12–13 років. Згідно з національним опитуванням ЛГБТК+ молоді, проведеним Національною асоціацією розладів харчової поведінки, The Trevor Project і Reasons Eating Disorder Center у 2018 році, 54% учасників повідомили, що їм був поставлений діагноз розладу харчової поведінки. Ще 21% опитаних підозрювали у себе наявність такого розладу.
До факторів ризику, що підвищують ймовірність розладів харчової поведінки серед ЛГБТ+ осіб, належать страх відторгнення, внутрішня гомофобія, посттравматичний стресовий розлад (ПТСР) і тиск, пов’язаний із відповідністю ідеалам тіла в ЛГБТ+ спільноті.
42% чоловіків, які стикаються з порушенням харчової поведінки, ідентифікують себе як геї. Гомосексуальні чоловіки у 7 разів частіше повідомляють про епізоди переїдання і в 12 разів частіше про використання методів очищення організму, ніж гетеросексуальні чоловіки. Вони також мають вищу поширеність класичної булімії та всіх субклінічних розладів харчової поведінки, ніж гетеросексуальні чоловіки.
Дослідження показали, що лесбійки мають вищі показники залежності самооцінки від ваги й схильності до розладів харчової поведінки, ніж гомосексуальні чоловіки. Лесбійки мають такі ж рівні розладів харчової поведінки, як і гетеросексуальні жінки, включно з подібними рівнями дієтичних обмежень, епізодів переїдання та очищення. Водночас вони частіше повідомляють про позитивне ставлення до свого тіла порівняно з гетеросексуальними жінками (42,1% проти 20,5%).
Трансгендерні особи значно частіше, ніж будь-які інші представники ЛГБТ+ спільноти, повідомляють про діагностовані розлади харчової поведінки або про використання компенсаторних методів, пов’язаних із харчуванням. Деякі трансгендерні люди можуть обмежувати вагу, щоб пригнічувати розвиток вторинних статевих ознак або підкреслювати чи, навпаки, зменшувати гендерні риси.
Існує обмежена кількість досліджень, що стосуються відмінностей у розладах харчової поведінки серед ЛГБТ+ представників різних расових груп. Дослідження дають суперечливі результати щодо того, чи стикаються "кольорові" представники ЛГБТ+ спільноти з такими ж рівнями ризику розвитку розладів харчової поведінки та їх діагностики, як і їхні білі однолітки.

### Механізми подолання стресу
Кожна людина має власні способи справлятися зі складними емоціями та ситуаціями. Обраний механізм подолання стресу може як позитивно, так і негативно впливати на психічне здоров’я. Такі механізми формуються переважно в юності та ранньому дорослому віці. Якщо людина починає використовувати ризиковані методи подолання стресу, їй може бути складно відмовитися від них у майбутньому.
Безпечні механізми подолання психічних розладів включають спілкування з іншими, турботу про фізичне та психічне здоров’я, звернення за підтримкою та допомогою.
Через високий рівень стигматизації, з якою ЛГБТ+ особи часто стикаються в школі, громадських місцях і суспільстві загалом, вони, особливо молодь, рідше відкрито висловлюють свої почуття та звертаються за допомогою. Це пояснюється як нестачею ресурсів, так і браком безпечного середовища. Внаслідок цього представники ЛГБТ+ спільноти частіше, ніж інші, використовують ризиковані механізми подолання стресу. До таких механізмів належать самопошкодження, зловживання психоактивними речовинами та ризикована сексуальна поведінка. Причинами цього можуть бути:
- прагнення втекти від пригнічуючих емоцій або не відчувати їх,
- відчуття контролю над ситуацією,
- самопокарання,
- невербальне вираження своїх переживань.[20]

Якщо людина звикає до таких методів, вони можуть закріпитися і ще більше погіршити її психічне здоров’я, підвищуючи ризик депресії, тривожних розладів та суїциду.